# Kjetil André Aamodt
Kjetil André Aamodt (2. září 1971 Oslo) je norský lyžař, dlouholetý reprezentant v alpském lyžování. Je jediným lyžařem alpských disciplín, který vyhrál osm olympijských medailí; stal se pětkrát mistrem světa.

## Kariéra
V roce 1994 získal velký křišťálový glóbus pro celkového vítěze Světového poháru.
Patří mezi čtyři lyžaře historie, kteří dokázali vyhrát závod mistrovství světa ve všech pěti alpských disciplínách. Jeho rivalem byl krajan Lasse Kjus.
Dne 6. ledna 2007 byl Aamodt na galavečeru v Oslu vyhlášen nejlepším norským sportovcem roku 2006 a během večera oznámil, že kvůli celkové psychické a fyzické únavě ukončí lyžařskou kariéru.

### Konečné pořadí v sezónách SP
| sezóna | věk    | celkové                                       | slalom                                        | obří slalom                                   | super G                                       | sjezd                                         | kombinace                                     |
| ------ | ------ | --------------------------------------------- | --------------------------------------------- | --------------------------------------------- | --------------------------------------------- | --------------------------------------------- | --------------------------------------------- |
| 1990   | 18 let | 39.                                           | –                                             | 14.                                           | 19.                                           | –                                             | —                                             |
| 1991   | 19 let | 17.                                           | 20.                                           | 10.                                           | 8.                                            | –                                             | —                                             |
| 1992   | 20 let | 13.                                           | 26.                                           | 11.                                           | 5.                                            | –                                             | 17.                                           |
| 1993   | 21 let | 2.                                            | 5.                                            | 1.                                            | 1.                                            | 28.                                           | 3.                                            |
| 1994   | 22 let | 1.                                            | 9.                                            | 2                                             | 4.                                            | 10.                                           | 1.                                            |
| 1995   | 23 let | 5.                                            | 14.                                           | 4.                                            | 19.                                           | 13.                                           | 4.                                            |
| 1996   | 24 let | 10.                                           | 18.                                           | 14.                                           | 8.                                            | 44.                                           | 7.                                            |
| 1997   | 25 let | 2.                                            | 6.                                            | 2                                             | 12.                                           | 24.                                           | 1.                                            |
| 1998   | 26 let | 4.                                            | 13.                                           | 9.                                            | 21.                                           | 12.                                           | 2.                                            |
| 1999   | 27 let | 2.                                            | 4.                                            | 4.                                            | 9.                                            | 5.                                            | 1.                                            |
| 2000   | 28 let | 2.                                            | 1.                                            | 9.                                            | 13.                                           | 13.                                           | 1.                                            |
| 2001   | 29 let | 7.                                            | 7.                                            | 16.                                           | 10.                                           | 36.                                           | 3.                                            |
| 2002   | 30 let | 2.                                            | 9.                                            | 16.                                           | 6.                                            | 6.                                            | 1.                                            |
| 2003   | 31 let | 3.                                            | 23.                                           | 14.                                           | 4.                                            | 7.                                            | 2.                                            |
| 2004   | 32 let | zlomený kotník v říjnu 2003, vynechaná sezóna | zlomený kotník v říjnu 2003, vynechaná sezóna | zlomený kotník v říjnu 2003, vynechaná sezóna | zlomený kotník v říjnu 2003, vynechaná sezóna | zlomený kotník v říjnu 2003, vynechaná sezóna | zlomený kotník v říjnu 2003, vynechaná sezóna |
| 2005   | 33 let | 26.                                           | –                                             | 40.                                           | 14.                                           | 28.                                           | —                                             |
| 2006   | 34 let | 8.                                            | –                                             | –                                             | 5.                                            | 6.                                            | 5.                                            |

- oficiálně nebyl titul v kombinaci udělován až do sezóny 2007